# 게오르기 밀라노프 (축구 선수)
게오르기 벤치슬라보프 밀라노프(불가리아어: Георги Венциславов Миланов, 1992년 2월 19일~)는 불가리아의 축구 선수로 포지션은 미드필더이다.

## 수상

### 클럽
리텍스 로베치
- 파르바리가 : 우승 (2009-10, 2010-11)
- 불가리아컵 : 4강 (2011-12)
- 불가리아 슈퍼컵 : 우승 (2010), 준우승 (2011)

 CSKA 모스크바
- 러시아 프리미어리그 : 우승 (2013-14, 2015-16), 준우승 (2014-15, 2016-17, 2017-18)
- 러시아 컵 : 준우승 (2015-16)
- 러시아 슈퍼컵 : 우승 (2013, 2014), 준우승 (2016)

 페헤르바르 FC
- 넴제티 버이녹샤그 I : 준우승 (2018-19, 2019-20)
- 헝가리컵 : 우승 (2018-19)

### 개인
- 불가리아 올해의 선수 : 2012
- 파르바리가 올해의 선수 : 2012